# Jordan McGhee
Jordan McGhee (* 24. Juli 1996 in East Kilbride) ist ein schottischer Fußballspieler.

## Karriere

### Verein
Jordan McGhee wurde im Juli 1996 in East Kilbride geboren. Als Elfjähriger wechselte er in die Jugend von Heart of Midlothian. Dort spielte McGhee in den folgenden Jahren in den Juniorenmannschaften des Vereins. Als Teil der U 20 des Vereins kam er in der Saison 2012/13 gegen den FC St. Mirren im Alter von 16 Jahren zu seinem Profidebüt. Bis zum Saisonende spielte McGhee unter Gary Locke in keiner weiteren Partie. In der folgenden Saison 2013/14 spielte der Defensivspieler 17 Mal und konnte dabei sein erstes Profitor erzielen. Er traf beim 2:1 gegen den FC Aberdeen im August 2013 zum Sieg. Nachdem den Hearts 15 Punkte infolge der großen finanziellen Schwierigkeiten, die durch Wladimir Romanow entstanden waren, abgezogen worden waren, stieg der Verein ab. In der zweiten schottischen Liga wurde eine neue Mannschaft gebildet, die aus vielen Eigengewächsen bestand. Darunter waren neben McGhee auch die Spieler Callum Paterson, Jamie Walker,  Danny Wilson, Sam Nicholson und Jason Holt. Am Ende der Zweitligasaison 2014/15 gelang der direkte Wiederaufstieg. McGhee stand dabei in 18 Partien auf dem Rasen und erzielte zwei Treffer. Im Januar 2015 verlängerte der 18-jährige Innenverteidiger seinen Vertrag bis zum Sommer 2017. Im Juni 2016 wurde McGhee an den FC Middlesbrough verliehen, um sich dort primär dem „Entwicklungskader“ anzuschließen. Nach seiner Rückkehr nach Schottland, wechselte McGhee von den Hearts zum Zweitligisten FC Falkirk. 2019 wechselte er zum FC Dundee, den er 2025 in Richtung FC Motherwell verließ.

### Nationalmannschaft
Jordan McGhee debütierte im Mai 2011 für Schottland. Sein erstes Spiel absolvierte er in der schottischen U 15 gegen Belgien. Im gleichen Jahr gab McGhee sein Debüt in der U 16. Im Jahr 2013 spielte er einmal für die U 18 gegen Israel bei dem ihm ein Tor gelang. Im Oktober desselben Jahres debütierte McGhee auch in der schottischen U 21 gegen die Niederlande.

## Erfolge
mit Heart of Midlothian:
- Scottish Championship: 2014/15